# Parachalciope euclidicola
Parachalciope euclidicola är en fjärilsart som beskrevs av Walker 1858. Parachalciope euclidicola ingår i släktet Parachalciope och familjen nattflyn. Inga underarter finns listade i Catalogue of Life.